# Boosaaso
Boosaaso (výslovnost [bósáso]; arabsky بوساسو) je přístavní město v severním Somálsku, respektive v dnešním státu Puntland, na pobřeží Adenského zálivu. Po vybudování námořního přístavu a spojující silnice na jih v 80. letech se město postupně stalo jedním z nejvýznamnějších center v zemi a počet jeho obyvatel prudce vzrostl - v současnosti se i díky velkému množství uprchlíků z jihu odhaduje na 700 000 lidí. Město má Mezinárodní letiště Bender Qassim a několik univerzit, z nich největší East Africa University.

## Partnerská města
- Dauhá, Katar
- Minneapolis, Minnesota, USA

## Galerie

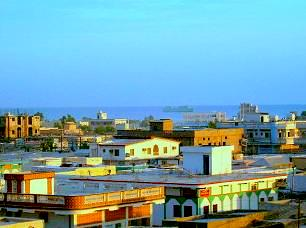
Pohled na město
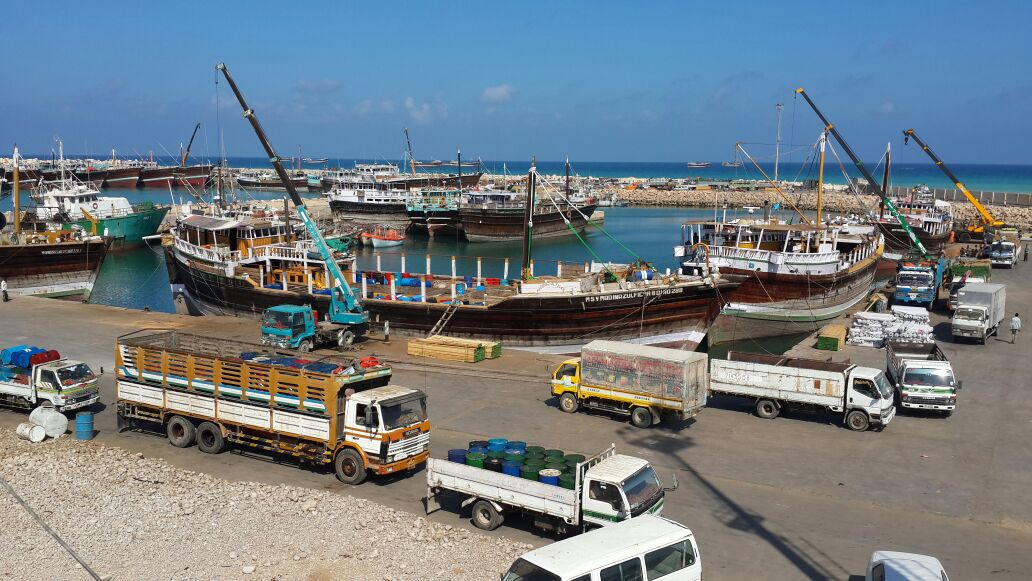
Městský přístav
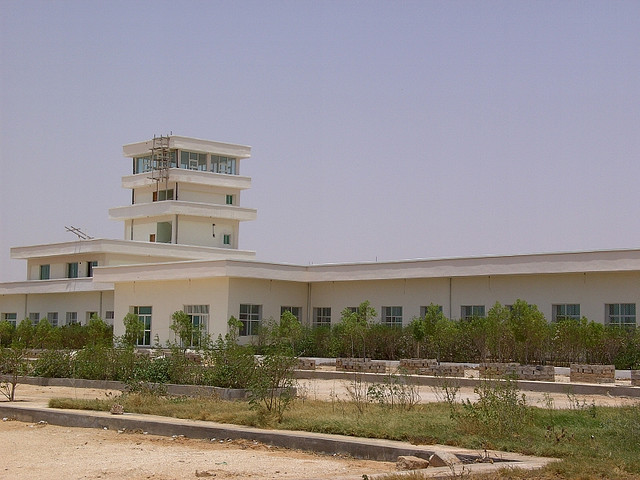
Mezinárodní letiště Bender Qassim
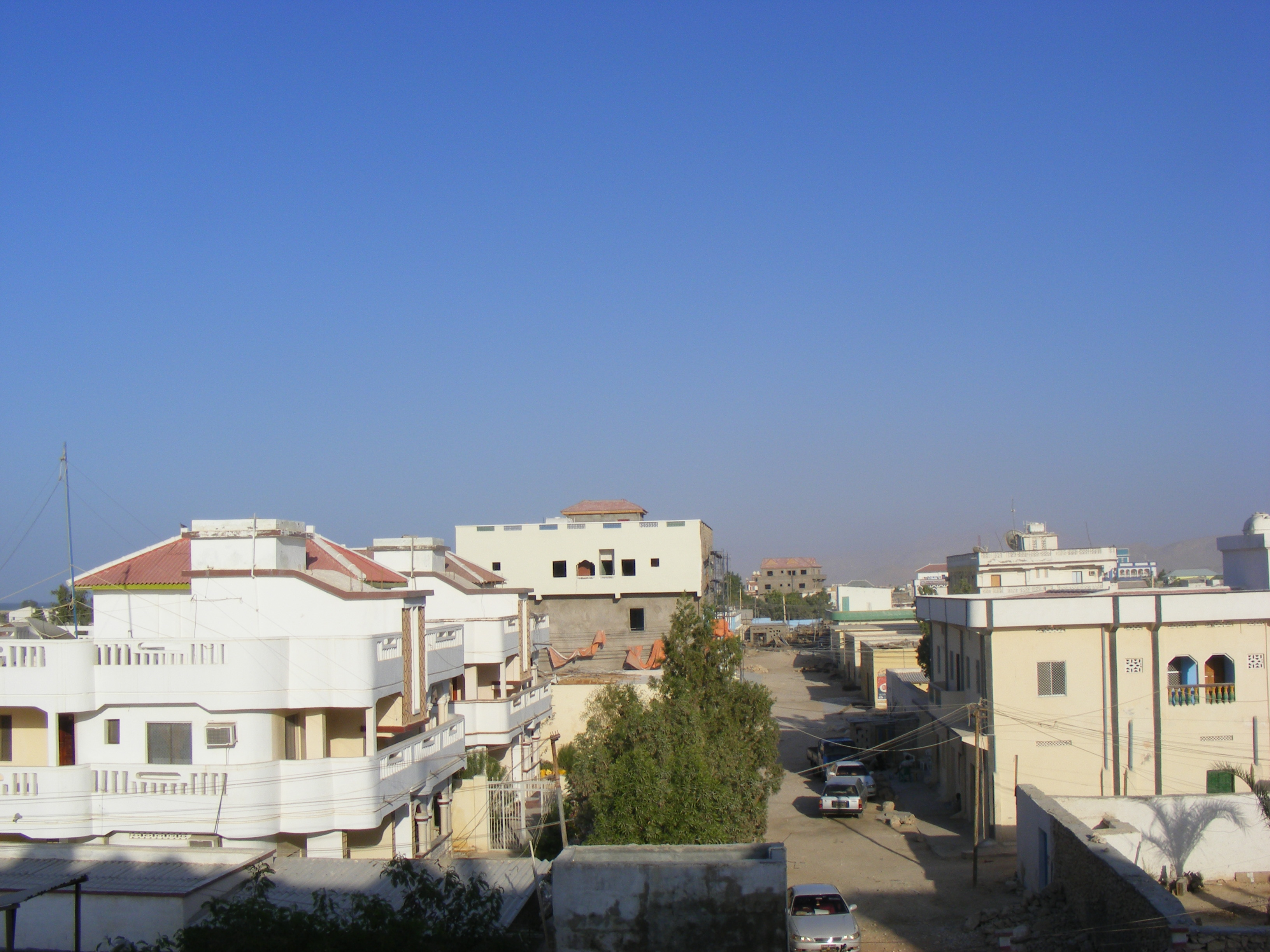
Obytná čtvrť